# Nabil Medjahed
Nabil Medjahed est un footballeur puis entraîneur né le 3 janvier 1977 à Carpentras.

## Biographie
Nabil Medjahed fait toutes ses classes, en tant que joueur, au centre de formation de l'AS Cannes. Il évolue ensuite dans différents clubs en CFA et en National. 
Après la fin de sa carrière de joueur, il s'oriente vers le métier d'entraîneur. Il commence avec les jeunes dans un club amateur, et petit à petit il passe ses diplômes. Il obtient sa licence CAF en 2010.
En Algérie, il commence avec l'USM Alger en tant que responsable de la formation jeunes, avant de se diriger vers l'Entente sportive de Sétif où il occupe le poste d'adjoint de Bernard Simondi, puis d’atterrir dans un club d'inter-région, Ras El Oued, du côté de Bordj Bou Arerridj. 
Par la suite, Nabil Medjahed entraîne au Qatar dans le club de première division d'Al Kharitiyath Sports Club. Son retour en Algérie se fait dans la formation de l'ASM Oran, lors de la saison 2009-2010, durant laquelle il terminera deuxième de D2 algérienne. L'année suivante, à la tête du Raed Chabab Kouba, il réalise un parcours de toute beauté, mais le club échoue de peu dans sa tentative pour l'accession. Il rejoint ensuite le club de NA Hussein Dey en première division algérienne, lors de la saison 2011-2012.
Il entraîne ensuite le CS Constantine aux côtés de Bernard Simondi, puis revient sur le banc de l'ASM Oran et du RC Kouba, lors de la saison 2017-2018. Malgré plusieurs sollicitations et bien qu'il occupe le poste de directeur technique de l'Académie Univers à Nîmes, spécialisée dans la formation et la détection de jeunes talents, Nabil Medjahed est actuellement sans club, focalisé sur le passage du BEPF, plus haut diplôme d'entraîneur français.

## Carrière
- 1999-2000 :  FC Avignon
- 2000-2001 :  FC Carpentras
- 2001-2003 :  US Le Pontet
- 2003-2004 :  US Marseille Endoume Catalans
- 2004-2005 :  Football Club de Martigues
- 2006-2007 :  USM Alger (Responsable formation jeunes)
- 2007-2008 :  Entente sportive de Sétif (Entraîneur adjoint)
- 2008-Déc. 2009 :  Al Kharitiyath SC
- 2009-2010 :  ASM Oran
- 2010-2011 :  RC Kouba
- 2011-2012 :  NA Hussein Dey
- 2012-2013 :  ASM Oran
- 2013-2014 :  CS Constantine (Co-entraîneur)
- 2015-2016 :  ASM Oran
- 2017-2018 :  RC Kouba